# Hamada Yasukazu
Hamada Yasukazu (浜田 靖一 (Banh Điền Tĩnh Nhất)  sinh ngày 21 tháng 10 năm 1955) là chính trị gia người Nhật Bản, từng giữ chức Bộ trưởng Quốc phòng Nhật Bản kể từ tháng 8 năm 2022 đến tháng 9 năm 2023, trước đó phục vụ từ năm 2008 đến 2009. Là thành viên của Đảng Dân chủ Tự do, ông phục vụ trong Chúng Nghị viện, nhậm chức vào năm 1993.

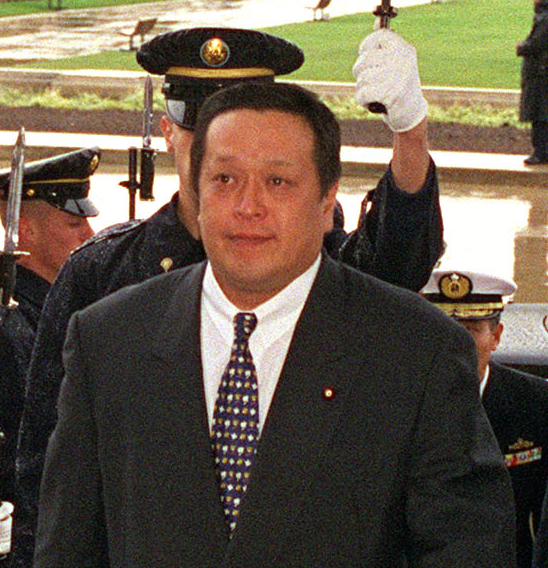
Hamada tại Lầu Năm Góc, ngày 3 tháng 11 năm 1998

Tháng 9 năm 2008, dưới thời Nội các của Thủ tướng Asō Tarō, Hamada được bổ nhiệm làm Bộ trưởng Quốc phòng. Đây là vị trí Nội các đầu tiên của Hamada. Ông được bổ nhiệm vào vị trí tương tự trong Nội các của Thủ tướng Kishida Fumio vào năm 2022.